# Кокова, Тамара Акашевна
Тамара Акашевна Кокова (род. 15 марта 1934, Нальчик, Кабардино-Балкарская автономная область, Северо-Кавказский край, РСФСР, СССР) — советская российская актриса. Заслуженная артистка РСФСР (1971).

## Биография
Родилась 15 марта 1934 года в Нальчике. По национальности кабардинка. Окончила Государственный институт театрального искусства (1958). В кино дебютировала ещё будучи студенткой-второкурсницей, снявший в фильме режиссёра Е. Иванова-Баркова «Шарф любимой» (1955, Марьям). В 1959 году стала актрисой киностудии «Грузия-фильм». С 1961 года работала в московском Театре-студии киноактёра. Всего за карьеру снялась в 20 фильмах разных жанров.
Кокова была удостоена приза Всесоюзного кинофестиваля за исполнение главной женской роли в фильме «Фатима» (1958). Этот фильм был её дипломной работой.
В 1975 году Кокова попала в автокатастрофу, в которой получила серьёзные ранения, в том числе лица. Она перенесла несколько операций, долго лечилась. После этого Кокова практически ушла из актёрской профессии, в кино играла лишь небольшие роли и занималась озвучиванием, в театре была занята лишь в одном спектакле — «Каждый осенний вечер».
Живёт в Москве. Муж — адвокат Марк Вознесенский. Дочь Мария — филолог, кандидат наук.

## Фильмография
| Год  |   | Название                                           | Роль                                                                     |
| ---- | - | -------------------------------------------------- | ------------------------------------------------------------------------ |
| 1981 | ф | Бросок                                             | знахарка                                                                 |
| 1973 | ф | Караван                                            | Салима                                                                   |
| 1972 | ф | Семург                                             | Семург                                                                   |
| 1970 | ф | Звёзды не гаснут (Ulduzlar Sönmür)                 | мать Чотая                                                               |
| 1970 | ф | Третья дочь                                        | Норбиби - жена Мухтара                                                   |
| 1968 | ф | Белый рояль                                        | Розия - Жила-была тихая Розияхон, в сарае у которой хранился белый рояль |
| 1967 | ф | Под пеплом - огонь                                 | Кумри (главная роль)                                                     |
| 1967 | ф | Земля, море, огонь, небо (Торпаг, дяниз, од, сяма) | Гюльсум                                                                  |
| 1966 | ф | Тайна пещеры Каниюта                               | ульмалик - дублировала Роза Балашова                                     |
| 1965 | ф | 26 бакинских комиссаров                            | жена Джапаридзе                                                          |
| 1964 | ф | Спроси свое сердце                                 | Раушан Ахметовна - инженер                                               |
| 1963 | ф | При исполнении служебных обязанностей              | кассирша                                                                 |
| 1961 | ф | Зумрад                                             | Зумрад (главная роль)                                                    |
| 1960 | ф | Хамза                                              | Зульфия - дублировала Антонина Кончакова                                 |
| 1959 | ф | Тайна одной крепости (Bir Qalanin Sirri)           | Матанет                                                                  |
| 1959 | ф | Обвал                                              | Седа                                                                     |
| 1958 | ф | Фатима (ფატიმა)                                    | Фатима (главная роль)                                                    |
| 1957 | ф | Двое из одного квартала (Bir Məhəllədən İki Nəfər) | Халима                                                                   |
| 1955 | ф | Шарф любимой                                       | Марьям                                                                   |